# 双磎寺

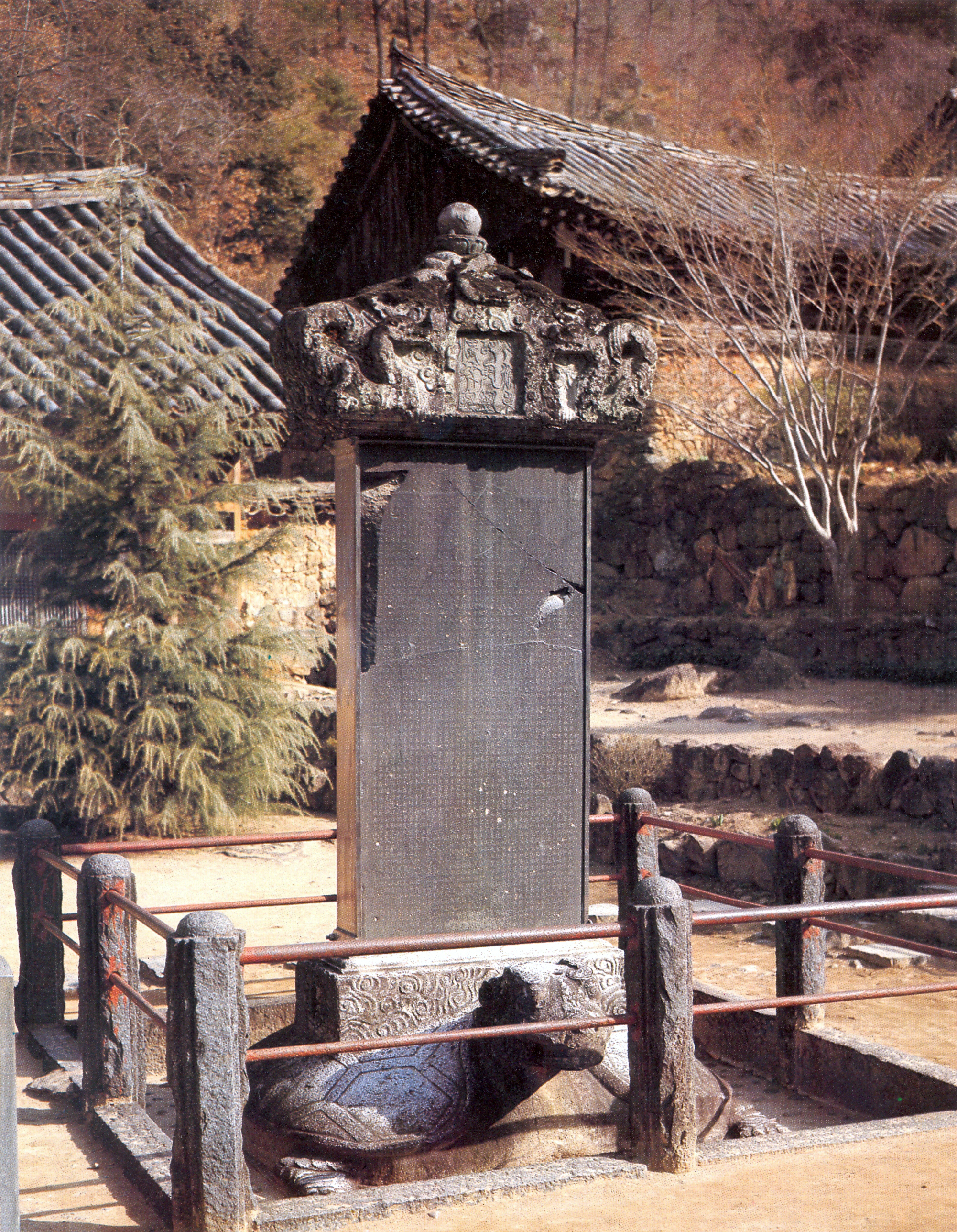
真鑑禅師大空塔碑（国宝47号）

双磎寺（そうけいじ、サンゲサ、쌍계사）は、大韓民国慶尚南道河東郡にある仏教寺院。韓国仏教の最大宗派である曹渓宗（大韓仏教曹渓宗）の第13教区本寺。

## 歴史
寺の創建は新羅の聖徳王の時代の723年（聖徳王23年）である。海東華厳宗の開祖である義湘の弟子だった三法が玉泉寺を創建したことをもって、双渓寺の創建としている。
840年（文聖王2年）に眞鑑国師が唐から帰国し、大伽藍を重建したという。またその際、持ち帰った茶の種子を智異山の周辺に植えたという。
李氏朝鮮の太宗による1407年（太宗7年）の仏教弾圧の際、存続を許された88寺院の中に双渓寺の名前はなく、廃寺になったようである。世宗による1424年（世宗6年）の仏教弾圧の際も、存続を許された36寺院の中に名前がなく、引き続き廃寺だったようである。
1982年に大本殿を解体して重修を行った際、上梁門に粛宗23年という記録が見つかり、1697年に建立されたという事実が確認された。
真鑑禅師大空塔碑（ko）は大韓民国指定国宝47号になっている。